# Kalina Krumowa
Kalina Wenelinowa Krumowa (ur. 7 stycznia 1985 w Burgas) – bułgarska dziennikarka, prezenterka telewizyjna i polityczka. Najmłodsza deputowana 41. kadencji Zgromadzenia Narodowego Bułgarii.

## Życiorys

### Młodość, edukacja i kariera zawodowa
Krumowa urodziła się 7 stycznia 1985 w Burgas.
Ukończyła szkołę średnią w Burgas. Ukończyła studia pierwszego stopnia na Uniwersytecie Gospodarki Narodowej i Światowej w Sofii na kierunku ekonomia. Rozpoczęła studia drugiego stopnia na tej samej uczelni na kierunku dziennikarstwo i środki masowego przekazu.
Przez 13 lat pracowała w stacji telewizyjnej SKAT jako prezenterka m.in. telewizji śniadaniowej oraz wielu programów rozrywkowych. W 2012 roku została prezenterką porannego programu telewizji Nova wspólnie z Christo Kałoferowem. W marcu 2013 zakończyła współpracę z telewizją, nie akceptując oferty prowadzenia innego programu telewizyjnego.

### Działalność polityczna
Z powodzeniem wystartowała w wyborach parlamentarnych w Bułgarii w 2009 roku z okręgu wyborczego numer 25 obejmującego Sofię z ramienia partii Ataka. Uzyskała 9,36% oddanych głosów. W wieku 24 lat została najmłodszą deputowaną 41. kadencji Zgromadzenia Narodowego Bułgarii. W parlamencie zasiadła w Komitecie ds. Europejskich, Komitecie ds. Funduszy Europejskich. Była również zastępcą przewodniczącego delegacji Zgromadzenia Narodowego do Assemblée parlementaire de la Francophonie oraz wiceprzewodniczącą grupy parlamentarnej pomiędzy Bułgarią i Finlandią. Była członkinią grup parlamentarnych: bułgarsko-francuskiej, bułgarsko-japońskiej, bułgarsko-kubańskiej, bułgarsko-australijskiej oraz bułgarsko-filipińskiej.
W listopadzie 2011 roku opuściła partię Ataka, stając się jedną z wielu polityków dystansujących się od lidera partii – Wolena Siderowa. Pod koniec grudnia tego samego roku ogłosiła, że została członkinią Obywateli na rzecz Europejskiego Rozwoju Bułgarii. Kadencję w Zgromadzeniu zakończyła wraz z wyborami parlamentarnymi w 2013 roku. We wrześniu 2014 roku ponownie została członkinią partii Ataka. Po zakończeniu kariery parlamentarnej udziela się jako komentatorka polityczna oraz aktywistka na rzecz bezpieczeństwa dzieci na drogach.

### Życie prywatne
Mówi w języku francuskim, angielskim i włoskim.
W wieku 17 lat urodziła syna, którego ojcem był Nikolaj Filipow, bułgarski piłkarz. Rok później wzięli ślub, lecz rozeszli się po krótkim czasie. W 2022 roku wyszła za mąż za Borisława Zachariewa, bułgarskiego aktora.